# Klaas Visser
Klaas Visser (ur. 24 grudnia 1921 r. w Amsterdamie, zm. 12 grudnia 1944 r. w rejonie Dorsten) – holenderski ochotnik Luftwaffe podczas II wojny światowej.
W 1936 r. ukończył szkołę średnią. Następnie pracował w sklepie rodziców. Od 1937 r. uczył się na kursach wieczorowych. We wrześniu 1942 r. wstąpił ochotniczo do niemieckiej armii. Początkowo służył jako kierowca. 10 lipca 1943 r. został przydzielony do jednostki wojskowej, stacjonującej na lotnisku A 9/VII w Crailsheim. Wkrótce odkomenderowano go na przeszkolenie lotnicze w jednostce szkoleniowej Fliegerregiment 51, po czym przydzielono go do 6/JG.90. W 1944 r. przeszedł do 9/NJG.1. Pod koniec 1944 r. został strzelcem pokładowym na samolotach Bf 110G. 12 grudnia zginął podczas nocnego lotu bojowego przeciwko bombowcom RAF, atakującym Essen. Samolot spadł w rejonie Dorsten.